# Сен-Реми (Аверон)
Сен-Реми́ (фр. Saint-Rémy, окс. Sent Remèsi) — коммуна во Франции, находится в регионе Окситания. Департамент — Аверон. Входит в состав кантона Вильнёв. Округ коммуны — Вильфранш-де-Руэрг.
Код INSEE коммуны — 12242.
Коммуна расположена приблизительно в 500 км к югу от Парижа, в 105 км северо-восточнее Тулузы, в 45 км к западу от Родеза.

## Население
Население коммуны на 2008 год составляло 320 человек.
| 1962 | 1968 | 1975 | 1982 | 1990 | 1999 | 2008 |
| ---- | ---- | ---- | ---- | ---- | ---- | ---- |
| 135  | 176  | 185  | 243  | 296  | 297  | 320  |

## Администрация
| Период | Период | Фамилия         | Партия                   | Примечания |
| ------ | ------ | --------------- | ------------------------ | ---------- |
| 2001   | 2008   | Ги Лабро        | Радикальная левая партия |            |
| 2008   |        | Жан-Пьер Пузуле |                          |            |

## Экономика

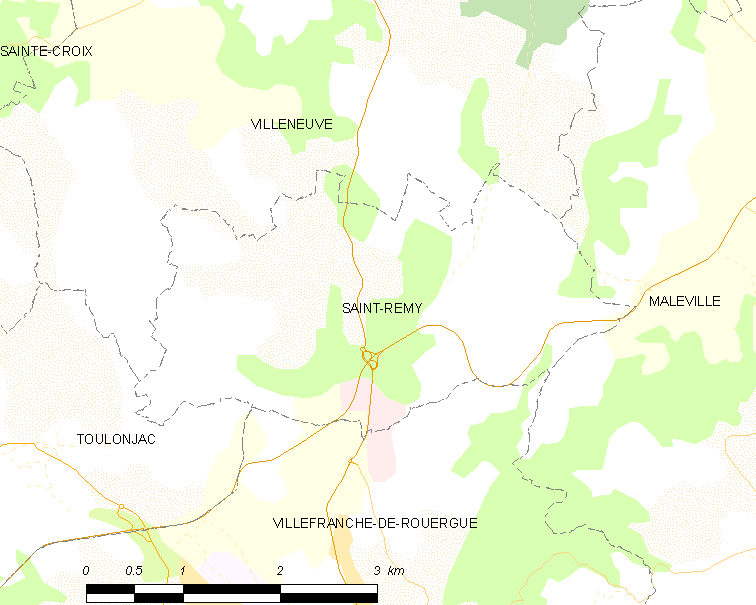
Карта коммуны

В 2007 году среди 200 человек в трудоспособном возрасте (15—64 лет) 152 были экономически активными, 48 — неактивными (показатель активности — 76,0 %, в 1999 году было 75,6 %). Из 152 активных работали 138 человек (70 мужчин и 68 женщин), безработных было 14 (7 мужчин и 7 женщин). Среди 48 неактивных 10 человек были учениками или студентами, 28 — пенсионерами, 10 были неактивными по другим причинам.